# Остап Бандура
Когда-нибудь разыщут негатив «Остапа Бандуры», найдут копии в архивах, и будут демонстрировать его в театральных музеях и институтах.
«Остап Бандура» — советский фильм 1924 года режиссёра Владимира Гардина о судьбе молодого украинского крестьянина, ставшего участником революционной борьбы. Является первым фильмом, снятым по оригинальному украинскому сценарию. Фильм считается утраченным.
Один из трёх фильмов, которые выделял сам режиссёр Владимир Гардин, поставивший около 70-ти фильмов.

## Сюжет
Как определил сюжет режиссёр фильма: «Это был фильм о гражданской войне на Украине, о героях, ценой жизни отстаивавших советскую власть».
Фильм считается утраченным, при этом описание сюжета существенно отличается в разных источниках:

Молодой украинец Остап Бандура узнаёт от своего деда о жестокой расправе, учинённой ещё в дореформенные годы помещиком-крепостником над бабкой Остапа. Рассказ усиливает в Остапе, который служит кучером в поместье генерала Корнягина, чувство ненависти к помещикам. И когда генеральская дочь Юлия делает попытку соблазнить молодого кучера, Остап в гневе убивает её. Кучера приговаривают к тюремному заключению. В тюрьме он встречается с политическими заключёнными и начинает понимать, что освобождение крестьян может произойти только в результате революции…
— каталог «Советские художественные фильмы: Немые фильмы, 1918—1935», издание ВГКФ 1961 год

Остап Бандура, с юных лет познавший жестокость помещиков-эксплуататоров, бедность и бесправие, в тюрьме и ссылке проходит свои «университеты». Возникшая дружба с рабочим большевиком Описимом помогает ему стать настоящим революционером. А в годы гражданской войны Остап оказывается боевым командиром и во главе кавалерийских отрядов Красной Армии громит белогвардейцев. Остап влюбляется в внучку помещика — Юлию, которой он спас жизнь. Но неблагодарная и высокомерная красавица выходит замуж за генерала Корнягина. В конце концов Остапу удается побороть свою любовь, он возвращается к сельской девушке Марийке.
— энциклопедия «История советского кино», Том 1, издание Института истории искусств, 1969 год
Кроме того, в вышедшей в 1974 году книге «Страницы биографии украинского кино» имеются ещё расходящиеся сведения: что в годы Гражданской войны герой возглавляет не отряд Красной Армии, а отряд украинских партизан, и при этом не просто борется с белогвардейцами, а «одерживает победу над своим бывшим хозяином и его вымуштрованным полком».

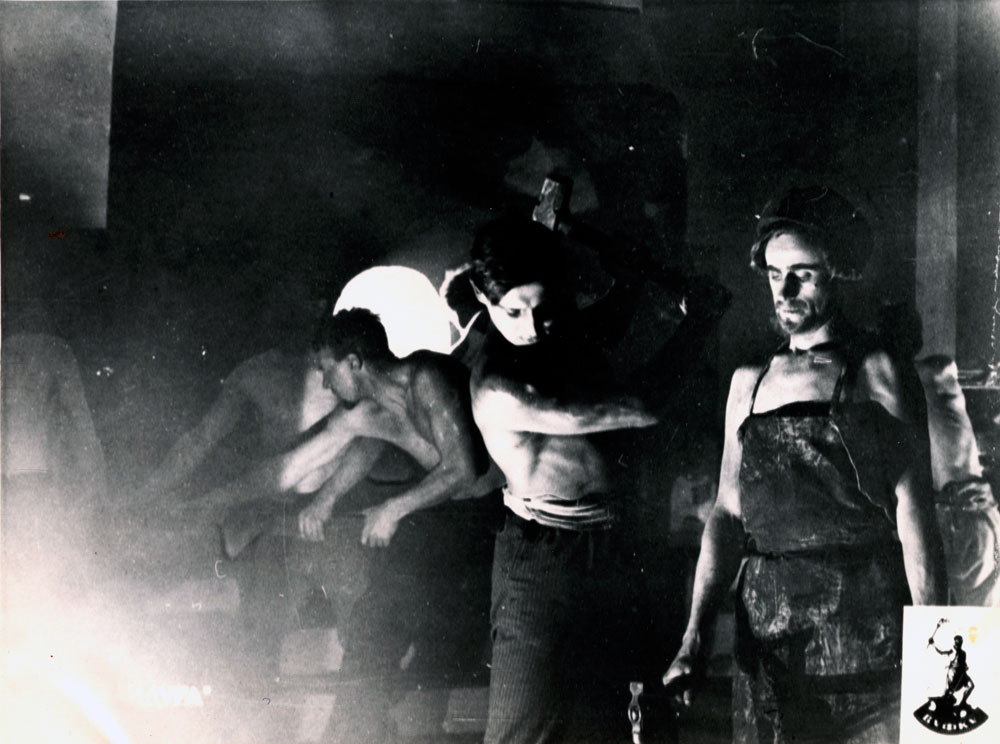
На съёмках фильма. Архивное фото.

### Документальные кадры в фильме
Фильм содержал документальные кадры боевых эпизодов периода Гражданской войны снятые оператором Эдуардом Тиссе.
Включение этих кадров в фильм было вынужденным — как писал режиссёр: «большие трудности мы испытали, приступая к съёмке батальных массовок, мрачная погода, дожди сорвали съёмки боевых эпизодов», поэтому он, зная, что Тиссе работал как кинохроникер, обратился к нему за материалом.
При этом критикой позже отмечалось, что документальные кадры органично вошли в фильм, так как дальнейшие «натурные съёмки оператора Е. Славинского были стилистически близки к включённым в фильм документальным кадрам, принадлежащим оператору Э. Тиссэ».
Кроме того, отмечалось, что именно документальные кадры сыграли роль определённую в успехе фильма:

При монтаже фильма «Остап Бандура» основу батальных эпизодов составили подлинные хроникальные съёмки боёв Гражданской войны на Украине, сделанные оператором Э. Тиссэ. Между прочим, одной из задач картины как раз и являлся показ «развития Красной конницы», а внешний облик главного героя представлял собой, по свидетельству современников, «точный портрет тов. Будённого», благодаря чему киносеансы, особенно для красноармейской аудитории, сопровождались горячими аплодисментами.

## В ролях
- Иван Капралов — Остап Бандура
- Ольга Быстрицкая — Марийка
- Лидия Искрицкая-Гардина — Юлия Чапыгина
- Б. Чуевский — помещик
- Николай Панов — генерал Корнягин
- Мария Заньковецкая — мать
- Василий Василенко — отец Остапа
- Василий Ковригин — Савко, дед Остапа
- Н. Зубова — бабка Остапа
- Николай Улих — отец Юлии
- Владимир Лисовский — поп
- Дмитрий Эрдман — Анисим, рабочий
- Дмитрий Капка — крестьянин
- Теодор Брайнин — крестьянин

Отмечалось, что в этом фильме Гардин изменил своему обыкновению привлекать на роли только опытных актёров, но исполнитель главной роли Иван Капралов, «несмотря на малый опыт сумел наметить развитие характера своего героя». Фильм стал дебютом для актёров Дмитрия Капки, Теодора Брайнина и Дмитрия Эрдмана — причём последний попал на съёмки случайно, но режиссёр приметил в студии юношу в красноармейской шинели и пригласил его сыграть рабочего Анисима, а потом роли посыпались на нового актёра одна за другой.

## Критика и оценки
Этот фильм не сходил с экранов Украины вплоть до 1928 года, наряду с фильмом «Укразия» пользовался наибольшей популярностью.

«Остап Бандура» превзошёл по сборам все фильмы, до сих пор демонстрировавшиеся в Одессе, в том числе немецкий фильм «Лукреция Борджиа» режиссёра Рихарда Освальда, что говорит о том, что даже в начале 20-х годов отечественные фильмы на революционную тематику могли успешно конкурировать с зарубежными буржуазными развлекательными.— История советского кино
Фильм являлся первым фильмом снятым по оригинальному украинскому сценарию, и как отмечено в энциклопедии «История советского кино»: «В фильме „Остап Бандура“ несомненно присутствовали уже некоторые элементы национального своеобразия. Их можно было обнаружить и в облике сёл и городов, и в манере поведения людей, и, наконец, в замечательных пейзажах». Причём в 1971 году журнал «Искусство кино» называл сам факт существования этого фильма в опровержение «ошибочных высказывания некоторых украинских кинокритиков прошлого о том, что на Украине до Довженко якобы не было национального киноискусства, что украинское кино (кроме довженковских фильмов) вообще лишено национальных черт».
При этом фильм был популярен не только на Украине, так московский пролеткультовский журнал «Рабочий зритель» писал: «„Остап Бандура“ — несомненно одна из лучших картин».
Хотя в энциклопедии «Краткая история советского кино» за авторством киноведа Ростислава Юренева фильм характеризован как «посредственный, не поднявшийся выше среднего профессионального уровня», большинство критиков высоко оценивали фильм. Так И. С. Корниенко назвал фильм «первой удачей украинского советского кино»:

Если отдельные картины В. Гардина при всей их политической направленности страдали всё же абстрактностью, схематизмом в изображении революционного движения, то в фильме «Остап Бандура» видны серьёзные сдвиги в осмыслении современности. Этот фильм о гражданской войне на Украине, о героях, которые ценой жизни отстаивали Советскую власть, можно отнести к первым удачам украинского советского кино.
Хотя фильм, по мнению критики, и не был лишён недостатков:

В начале 20-х годов кинорежиссёры, даже обращаясь к революционной тематике, искали опоры в привычных решениях, выверенных буржуазным коммерческим кинематографом. Гардину и Майскому не удалось этого избежать. Линия личной жизни Остапа решена ими в традиционном мелодраматическом духе.— История советского кино, 1969
Но подчёркивается его значение как первого украинского революционного фильма. Так, журнал «Кино-неделя» подчеркивал его «чрезвычайно ценную для пролетарской массы» агитационность.

В фильме «Остап Бандура» революция являлась уже не фоном, а выступала на первый план. Авторы фильма стремились раскрыть её необходимость и неотвратимость, показать, что приносит революция рабочим и крестьянам, как она изменяет людей, духовно обогащает их. Для своего времени «Остап Бандура» имел принципиальное значение, явившись, в сущности, одним из первых кинопроизведений, непосредственно посвящённых событиям революции. Фильм демонстрировался в дни революционных праздников в Киеве, Харькове и Одессе.— История советского кино, 1969

### Участие в фильме актрисы Марии Заньковецкой
Особое значение фильму придавало участие в нём актрисы Марии Заньковецкой, исполнявшей роль матери Остапа.
Это один из всего двух фильмов в которых снялась эта актриса, на тот момент уже Народная артистка УССР, незадолго перед появлением картины отметившая 40-летие своей артистической деятельности, до этого она сыграла в кино лишь одну роль и то в 1911 году — главную роль в фильме-спектакле Николая Садовского «Наталка-Полтавка».
Хотя режиссёр специально брал на съёмки фильма неопытных актёров, но случайно, проездом оказавшись в Киеве, предложил Марии Заньковецкой взять на себя исполнение небольшой эпизодической роли в картине: «Так фильм обогатился хорошим эпизодом».

Рядом с замечательной артисткой и искренним, умным человеком Марией Константиновной Заньковецкой, которую я снимал в «Остапе Бандуре», молодые герои казались бледными и пустыми. Кино увековечивает мастерство актёра. Когда-нибудь разыщут негатив «Остапа Бандуры», найдут копии в кинематографических архивах, перепечатают эпизод, в котором снята Мария Константиновна, и будут демонстрировать его в театральных музеях и институтах, как достоверное свидетельство мастерства великой украинской актрисы.— режиссёр фильма Владимир Гардин
Отмечается, что мнение режиссёра разделяли и многие зрители, которые видели этот фильм, подчеркивавшие исключительную, волнующую правдивость игры актрисы.

Особую ценность ленте придавала игра М. Заньковецкой. Актриса создала в фильме удивительно правдивый, трогательный образ матери героя, самоотверженно борющегося и погибающего в боях за новую жизнь. Сильное впечатление производили сцены прощания матери с сыном и посещения его могилы. Театральная актриса, М. Заньковецкая не играла, а жила перед камерой, её поведение было органичным, убедительным, предельно достоверным. Актриса сумела найти меру кинематографической выразительности и дала едва ли не первые в нашем кино экранные образцы психологических характеристик.

Участие Марии Заньковецкой в советском фильме было большим событием — не только культурным, но и политическим.— Иван Сергеевич Корниенко - Кино Советской Украины: страницы истории, 1975

### Оценка фильма самим режиссёром
«Остап Бандура» — один из трёх фильмов которые выделял сам режиссёр Владимир Гардин — поставивший около 70-ти фильмов, он обычно не ценил свои фильмы: «Всего-то скороспелые поделки: месяц съёмок — и фильм готов!», но зато придавал большое значение своим картинам «Остап Бандура», «Слесарь и Канцлер», особенно фильму «Крест и маузер».

## Интересный факт
Не случайно Остап Бендер то прикидывается героем-партизаном гражданской войны (как и персонаж фильма!), то рассказывает о своих приключениях в Миргороде в один из весёленьких перерывов между Махно и Тютюнником, а потом и вообще появляется на 1-й Черноморской кинофабрике с восклицанием «Голконда!» и звуковым сценарием народной трагедии «Шея». Что ж, на этой кинофабрике великий комбинатор отчасти и родился.— «Новини кіноекрана». Киів, 1987, № 12